# Gilles Jullien
Pour les articles homonymes, voir Jullien.
Gilles Jullien, né à Paris en 1650 ou 1653, mort à Chartres le 14 septembre 1703, est un organiste et compositeur français.

## Biographie

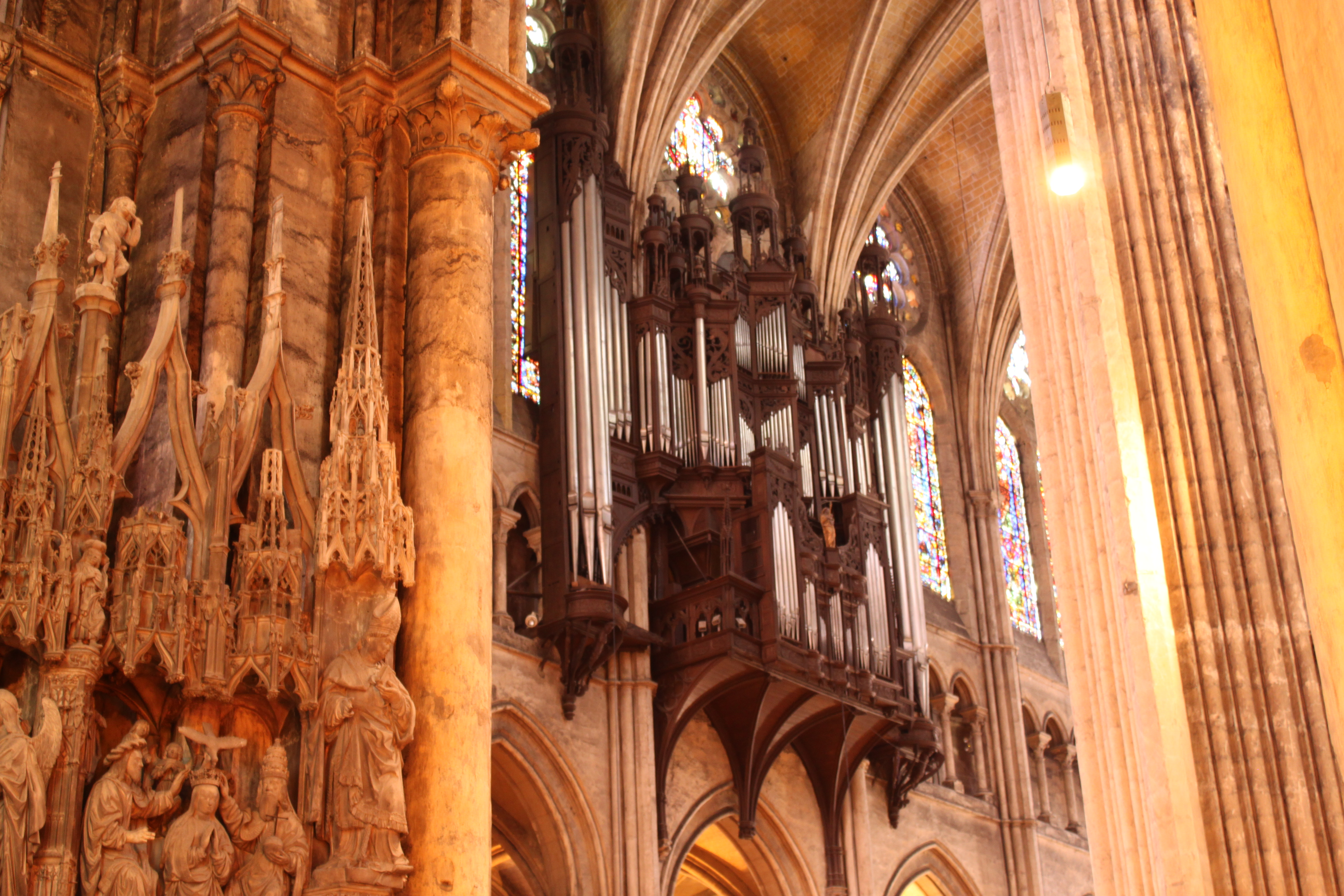
L'orgue de la cathédrale Notre-Dame de Chartres.

Sa vie et sa formation ne sont pas connues. On sait qu'il a connaissance des œuvres de Nivers, Lebègue et Gigault.
Malgré son très jeune âge, il devient en 1668 organiste titulaire de la cathédrale Notre-Dame de Chartres, fonction qu'il occupe pendant le restant de sa vie. Après son décès, son fils Jean-François lui succèdera jusqu'au 27 juillet 1709, date à laquelle il sera limogé.

## Œuvres
Il laisse un Premier Livre d'orgue (Paris, 1690), contenant huit suites écrites dans chacun des tons ecclésiastiques et regroupant un total de 80 pièces dans la tradition de Lebègue. Ces pièces empreintes d'une sérénité un peu austère sont destinées, dans leur dédicace, à l'accompagnement de la liturgie. Elles comportent plusieurs fugues à 4 et des préludes à 5 parties qui témoignent de sa science du contrepoint.
On lui doit aussi un Motet de Sainte Cæcille pour ensemble vocal (3 voix) et instrumental (2 dessus et b. c.), publié à la fin du Livre d'Orgue.

## Discographie
- Gilles Jullien : Le Livre d'Orgue - Jean-Paul Gipon - 2 CD Champeaux 1999 (OCLC 659139946)
- Gilles Jullien : L'Œuvre intégrale - Serge Schoonbroodt - 2 CD Aeolus AE10481 (2005) (OCLC 123452653)

## Partitions gratuites
- IMSLP Intégrale de la musique pour orgue; motet à Sainte Cécile.
- Gallica Fac-similé du livre d'orgue.

## Sources
- Gilles Jullien, Premier Livre d'orgue (Paris, 1690), éd. Norbert Dufourcq (1952).
- G.B. Sharp and François Sabatier. "Jullien, Gilles." Grove Music Online. Oxford Music Online. 11 Jul. 2011.
- Encyclopédie Larousse
- Gilles Jullien : L'Œuvre intégrale par Serge Schoonbroodt, 2 CD Aeolus AE10481 (2005).